# چو تائو
چو تائو (به انگلیسی: Chou Tao) ژیمناست زادهٔ ۳۰ مارس ۱۹۸۸ میلادی اهل کشور چین است.